# Ein Sheriff in New York
Ein Sheriff in New York (Originaltitel McCloud) war eine US-amerikanische Fernsehserie, die von Universal Television für NBC produziert wurde und zunächst im Zuge der NBC Mystery Movies ausgestrahlt wurde. Zwischen 1970 und 1977 entstanden sieben Staffeln mit 46 Episoden unterschiedlicher Länge (zwischen 60 und 120 Minuten). Die Hauptrolle der von Glen A. Larson produzierten Serie spielte Dennis Weaver. Zu den Gaststars gehörten unter anderem Britt Ekland, Jane Seymour, George Hamilton, John Denver und Shelley Winters. Die Serie war insgesamt für sechs Emmy-Awards nominiert.

## Handlung
Im Pilotfilm eskortiert Sheriff Sam McCloud einen Häftling von New Mexico nach New York City, wo er in die Ermittlungen zu einem Mordfall verwickelt wird. Die Handlung orientiert sich damit deutlich an Don Siegels Spielfilm Coogan’s großer Bluff von 1968, bei dem Clint Eastwood die Hauptrolle spielte. Der Drehbuchautor des Filmes war auch an der Serienproduktion beteiligt und wurde als Schöpfer der Figuren genannt. In der Serie wurde häufig der Gegensatz zwischen dem „Landburschen“ und den Großstädtern sowie der Konflikt zwischen McCloud und dessen Vorgesetztem Peter B. Clifford thematisiert, der mit der unkonventionellen Art des Sheriffs nicht zurechtkam. In der Serie kam es häufig zu Versatzstücken aus Westernfilmen wie Verfolgungsjagden auf Pferden unter Einsatz von Lassos.

## Auszeichnungen
- 1974: Emmy-Nominierung Best Lead Actor in a Limited Series (Dennis Weaver)
- 1974: Emmy-Nominierung Outstanding Limited Series (Michael Gleason, Glen A. Larson)
- 1975: Emmy-Nominierung Outstanding Continuing Performance by a Supporting Actor in a Drama Series (J.D. Cannon)
- 1975: Emmy-Nominierung Outstanding Lead Actor in a Limited Series (Dennis Weaver)
- 1975: Emmy-Nominierung Outstanding Limited Series (Michael Gleason, Glen A. Larson, Ron Satlof)
- 1975: Emmy-Nominierung Outstanding Single Performance by a Supporting Actress in a Comedy or Drama Series (Shelley Winters)